# Ludovic Massé
Ludovic Clément Denis Massé (Èvol, 7 de gener del 1900 - Perpinyà, 24 d'agost del 1982) va ser un escriptor nord-català en llengua francesa.

## Biografia
Era fill de professor, professió que prendria ell mateix. Passà la infància a Sant Joan de Pladecorts i cursà els estudis secundaris a Ceret. Després d'estudiar magisteri a l'Escola Normal de Perpinyà (1916-1919) es dedicà durant un temps al periodisme, publicant amb un reguitzell de pseudònims articles esportius a Le Méridional sportif, sobre temes com el ciclisme, la boxa, el rugbi i les curses de braus. El 1916 havia començat a dedicar-se a l'ensenyament fent substitucions a Cabestany, i hi obtingué la plaça de mestre el 1919. De tornada del servei militar, el 1926 va ser destinat a l'escola de nens de Ceret, feina que compaginà amb la d'entrenador del club de rugbi de la vila. La seva primera novel·la reflectí aquest ambient esportiu, Chopinette dans le monde du rugby. L'any 1932 s'adherí al Groupe des Écrivains prolétariens i el 1936 es feu membre del Comitè de vigilància dels intel·lectuals antifeixistes; d'ideologia llibertària i pacifista, també escrigué en revistes polítiques (com Prolétariat) i es pronuncià contra la guerra civil espanyola. Finida la guerra espanyola i començada la mundial, sota acusació de vaguista fou traslladat forçós a Ribesaltes, on refusà d'anar, i a Perpinyà, on acabà presentant la renúncia a la carrera per dedicar-se a la literatura a temps complet.
La seva literatura es dedica especialment al seu país i la gent que l'habitava; també fou contista i publica a publicacions periòdiques (La depêche, Cri Ceretan, Vu, Regards, Sang du Vallespir). En les seves velleses (anys 70) emmalaltí i perdé progressivament la vista sense, però, deixar d'escriure. S'escrigué amb escriptors i artistes com Raoul Dufy, Jean Dubuffet; i aquestes coneixences, el seu propi interès per l'art i l'ambient que es vivia en el Ceret dels seus temps feren que Massé il·lustrés molts dels seus escrits amb obres d'una extensa galeria d'artistes nord-catalans o de més enllà. Blaise Cendrars i Roger Martin du Gard manifestaren l'admiració que li tributaven i Henri Pourrat l'anomenà Prince des histoires et seigneur des contes.
El seu fill, Claude Massé (Ceret, 1934), és un artista plàstic d'anomenada.

## Obres
- Chopinette dans le monde du rugby Méridional sportif, 1924 (reedició Perpinyà: Mare Nostrum, 2000)
- Le livre des bêtes familières 1928
- Fièvre au village (reversionat com a Galdaras et autres contes i publicat per éd. du Chiendent, 1982; reeditat Montréal: Balzac, 1980)
- Le mas des Oubells Paris: Grasset, 1933 (reed. Éditions France Loisirs, 1997; Paris: Balland, 1995; Montpeller: Libra Diffusio, 2000)(basada en la novel·la curta Carnaval, publicada a la revista Nouvel Age el 1931)
- Ombre sur les champs Paris: Grasset, 1934 (reed. Paris: Balland, 2000)(editada als Estats Units el 1947 com Shadows on the fields en traducció de Katherine Woods)
- La flamme sauvage Paris: Grasset, 1936 (reed. Amiens: Encrage, 1992)
- Ludovic i Sylvain Massé Lam la truite Paris: Larousse, 1938 (reed. Pergami, 1989)
- Le vin pur Paris: Flammarion, 1945, premi Olivier de Serres (reed. Éditions France Loisirs, 1988; Paris: P.O.L., 1984 ISBN 2867440114; Livre de Poche, 1985 ISBN 9782253035725)(editat en alemany com Katalanischen Wien en traducció de Martin Kaltanecker Bremen: Publica/Manhelt, 1986)
- Escarbilles Journal 1936-1941 Perpinyà: Mare Nostrum, 2000
- Les Grégoires, sèrie autobiogràfica escrita entre 1932 i 1944:
  - Livret de famille Fasquelle, 1944 (premi Guilde du Livre 1941 sobre el manuscrit) (reed. Paris: P.O.L., 1984 ISBN 2867440300; Éditions France Loisirs, 1993; J'ai Lu, 1994 ISBN 9782277236535)
  - Fumées de village Fasquelle, 1945 (reed. Paris: P.O.L., 1985 ISBN 2867440440;, 1993; J'ai Lu, 1994 ISBN 9782277237877)
  - La fleur de la jeunesse Fasquelle, 1946 (reed. Paris: P.O.L., 1985 ISBN 2867440513; Éditions France Loisirs, 1993; J'ai Lu, 1995 ISBN 9782277238799)
- Petit Ponagre et la puissance Œuvres libres, 1951
- Simon Roquère L'Amitié par le livre, 1969 (escrita entre el 1943 i el 1945) (reed. éd. de l'Olivier, 1992)
- Le refus L'Amitié par le livre, 1962 (escrita el 1946, però que Flammarion no volgué publicar aleshores perquè trobà el text massa incorfomista per l'època) (reed. Amiens: Encrage, 1999)
- La terre du Liège L'Amitié par le livre, 1953 (reed. Perpinyà: El Trabucaire, 2000 ISBN 9782912966230)
- Les Trabucayres L'Amitié par le livre, 1955 (reed. Perpinyà: El Trabucaire, 2000)
- Contes en sabots L'Amitié par le livre, 1959 (reed. éd. du Chiendent, 1985)
- Filigranes 1969
- Dubuffet de Z à A 1973
- Le sang du Vallespir edició de bibliòfil a Ceret: Imprimerie Sitget, 1980 (reed. Montréal: Balzac, 2000 en presentació bilingüe en traducció catalana de Patrick Gifreu)
- Soir de fête edició de bibliòfil Metz: Editions de la Voix, 1982
- Monsiuer Antonio et autres edició de bibliòfil Canohès: Jacques Gaudel, 1982
- Tolstoï : L'homme de la vérité Perpinyà: Mare Nostrum, 1994 (text d'una conferència del 1944, reescrita el 1976 i 1982)
- Le fer rouge edició de bibliòfil Éditeur Gatimells, 1985
- Visages du mon pays publicada en edicions normal i de bibliòfil éd. Plein Chant, 1984 (textos de 1935-1938 preparats per a publicar entre 1944 i 1946)(reed. Perpinyà: El Trabucaire, 2000 ISBN 9782912966247)
- Pip et la liberté éd. Les amis du courrier de Céret, 1985 (escrit en diverses fases entre 1939 i 1956)(reed. Pierre Mainard, 2004)
- Versant de la douleur, nouvelles Bordeaux: Pierre Mainard, 2000 (reedició de tres novel·les curtes publicades originalment en revistes: Le fer rouge el 1934, Le déserteur el 1936, Monsieur Antonio el 1937)
- Le savetier de Cantarana Madrid: Pearson Educación, 2003 ISBN 9788420536934 (edició en francès fàcil per a estudiants, amb CD daudio)
- Le premier cadeau du Père Noël Madrid, Pearson Educación, 2003 ISBN 9788420536897 (edició en francès fàcil per a estudiants, amb CD daudio)

### Correspondència
- Maurice Roelens, editor Correspondance croisée de Marcel Martinet et de Ludovic Massé Plein Chant, 1987 (cartes 1932-1944)
- Raoul Dufy/Ludovic Massé, correspondances Céret: l'Aphélie, 1991 (cartes 1940-1953)
- Correspondance Jean Dubuffet - Ludovic Massé, correspondance croisée 1940-1981 Perpinyà: Mare Nostrum, 2000